# Girls in Airports

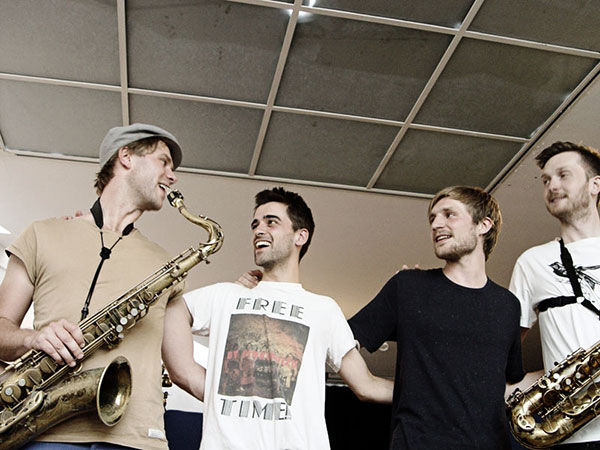
Girls in Airports 2013

Girls in Airports ist eine dänische Jazzband, die seit 2009 besteht.

## Bandhistorie
Girls in Airports wurde 2009 in Kopenhagen als Quintett von Martin Stender (Saxophone), Lars Greve (Saxophone, Klarinetten), Mathias Holm (Keyboards), Victor Dybbroe (Perkussion) und Mads Forsby (Schlagzeug) gegründet, sämtlich Musiker, die sich zuvor als Studenten am Kopenhagener Rytmisk Musikkonservatorium kennenlernten. Die Band tourte seitdem in Europa, Asien, den Vereinigten Staaten und in Südamerika. 2010 war sie Sieger bei den Danish Music Awards in der Kategorie Danish Cross-over Jazz Release of the Year; 2012 erhielt sie – ebenfalls bei den Danish Music Awards – eine Nominierung für das Danish World Album of the Year. 
Girls in Airports trat auch mit dem Lyriker und Schriftsteller Jens Blendstrup auf. Seit 2010 legte die Formation bislang fünf Alben vor. Anfang 2019 erschien ein Video mit dem Song „Rold Skov“. Nach dem Ausstieg von Greve machte die Band als Quartett weiter. Das im Herbst 2020 veröffentlichte Video „Broke“ präsentierte einen Song von ihrem nächsten Album Dive, das Ende November 2020 erscheinen wird.

## Diskographische Hinweise
- Girls in Airports (Mawi Music, 2010)
- Migration (Mawi Music, 2011)
- Kaikoura (Mawi Music, 2013)
- Fables (Edition Records, 2015)
- Live (Edition Records, 2017)
- Dive (Mawi Music, 2020)
- Leap (2021), mit dem Aarhus Jazz Orchestra